# كفاح مقبل
البروفيسور كفاح مقبل (تكتب بالإنجليزية: Kefah Mokbel) ـ (ولد في سوريا سنة 1965) هو جراح سوري بريطاني، يشغل منصب كبير جراحي الثدي بمعهد لندن للثدي (بالإنجليزية: London Breast Institute)‏ بمستشفى الأميرة غريس، وهو كذلك استشاري فخري في جراحة الثدي بمستشفى سانت جورج، وأستاذ لجراحة سرطان الثدي بمعهد برونل لعلم الوراثة وعلم الصيدلة الجيني للسرطان بلندن، ومؤسس مؤسسة «بريست كانسر هوب» (بالإنجليزية: Breast Cancer Hope)‏ الخيرية البريطانية ورئيسها الحالي.
حصل مقبل على بكالوريوس الطب والجراحة من جامعة لندن سنة 1990، ثم حصل على زمالة كلية الجراحين الملكية سنة 1994، وفي سنة 2002 عُين أستاذًا فخريًا بمعهد برونل لعلم الوراثة وعلم الصيدلة الجيني للسرطان تقديرًا لأبحاثه في سرطان الثدي، كما عُين سنة 2005 مدرسًا لجراحة الثدي بمستشفى سانت جورج في لندن.
اعتبرته مجلة «تاتلر» ـ في دليلها لأفضل الأطباء ـ «أفضل جراح ثدي» في أعوام 2006 و2007 و2013، كما أدرجته مجلة تايمز في نوفمبر 2010 في قائمتها لأفضل أطباء بريطانيا.